# Carl Tanzler
Carl Tanzler o Carl von Cosel (Dresde, Sajonia; 8 de febrero de 1877-Tampa, Florida; 23 de julio de 1952) fue un radiólogo nacido en Alemania quien trabajó en el Hospital Marine, ubicado en Cayo Hueso (Florida). 
Desarrolló obsesión por una joven cubano-estadounidense de nombre María Elena Helen Milagro-Hoyos, paciente convaleciente de tuberculosis. Hoyos finalmente sucumbió a la enfermedad. Tanzler sustrajo su cuerpo de su tumba dos años después de su entierro y la llevó a "vivir" con él durante 7 años, cuando fue descubierto por sus familiares en 1940.

## Sus otros nombres
Tanzler usó distintos nombres: Georg Karl Tänzler (según su certificado matrimonial alemán), Carl Tanzler von Cosel (según sus documentos de ciudadanía estadounidense) y Carl Tanzler (acorde a su certificado de defunción emitido en Florida) algunas bitácoras médicas del hospital donde trabajó, aparecen firmadas bajo el nombre de Count Carl Tanzler von Cosel.

## Primeros años
Nació bajo el nombre de Karl Tänzler o Georg Karl Tänzler en Dresde (Alemania). Hacia el año 1920 contrajo matrimonio con Doris A. (1889-1977). En su acta matrimonial él aparece como Georg Karl Tänzler. Juntos procrearon dos hijas: Ayesha Tanzler (1922-1998) y Crystal Tanzler (1924-1934), que falleció niña víctima de la difteria.
Tanzler, criado en Alemania, aparentemente se radicó un tiempo en Australia durante la Primera Guerra Mundial, y en donde pudo haber sido detenido; Tanzler emigró a Estados Unidos en 1926, vía marítima desde Róterdam en febrero de 1926 hacia La Habana (Cuba). Desde Cuba él migró a Zephyrhills (Florida), en donde se encontraba su hermana, que había emigrado años antes. Tiempo después se reunirían con él su esposa y sus hijas. Dejando a su familia en Zephyrhills en 1927 obtuvo trabajo como radiólogo en el U.S. Marine Hospital localizado en Cayo Hueso, bajo el nombre de Carl von Cosel.
Durante su infancia en Alemania y tiempo después, mientras viajaba por Génova (Italia), Tanzler afirmaba que había sido visitado por visiones de una antepasada suya ya fallecida, la condesa Anna Constantia Von Cosel, quien le reveló el rostro del gran amor de su vida: una «exótica mujer de cabellos negros».

## Helen Hoyos

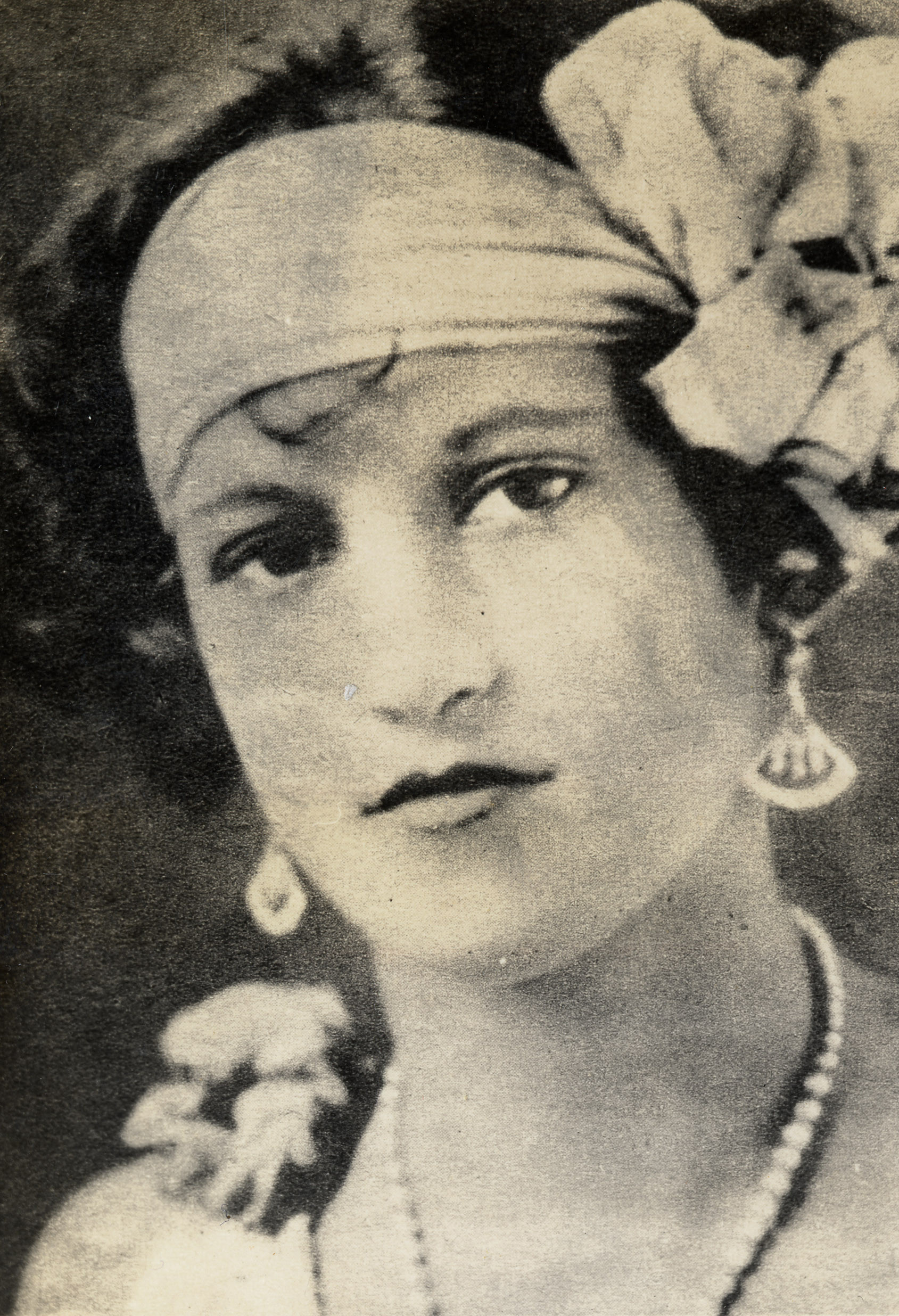
Helen Milagro-Hoyos.

El 22 de abril de 1930, mientras trabajaba en el Marine Hospital, en Cayo Hueso, Tanzler conoció a María Elena Helen Milagro-Hoyos (1909-1931) una residente de origen cubano-estadounidense quien había sido llevada por su madre a su consultorio médico para un examen fisiológico. Tanzler inmediatamente reconoció en ella a «la mujer de cabellos negros» que le había sido revelada por el fantasma de su tía en sus visiones anteriores. De cualquier manera, Hoyos era vista como una belleza local en Cayo Hueso.
Hoyos era hija de un fabricante de habanos de nombre Francisco Pancho Hoyos (1883-1934) y Aurora Milagro (1881-1940). Tenía dos hermanas, Florinda Nana Milagro-Hoyos (1906-1944) que estaba casada con Mario Medina (c. 1905-1944) y Celia Milagro-Hoyos (1912–1934); el marido de Nana murió electrocutado al intentar rescatar a un compañero de trabajo quien también había sido electrocutado al golpear, con su grúa, una línea de alta tensión en una construcción.
El 18 de febrero de 1926, Hoyos se casó con Luis Mesa (1908-?) hijo de Caridad e Isaac Mesa. Mesa abandonó a Hoyos poco tiempo después de haber sufrido el aborto del hijo de ambos, y emigró a Miami. Hoyos estaba legalmente casada al momento de su fallecimiento.
Finalmente Hoyos fue diagnosticada con tuberculosis, una enfermedad casi siempre fatal en aquellos años, en algunos casos el padecimiento cobraba la vida de familias enteras. Tanzler, con su autoaprendido «conocimiento médico», intentó tratar y curar a Hoyos con una variedad de tratamientos y de medicinas, hasta  rayos X y equipos eléctricos que fueron llevados hasta la misma casa de Elena.
Tanzler ofreció a Hoyos regalos, joyas y ropas, declarándole su amor profeso, aunque no existe evidencia que demuestre que sus afectos hayan sido correspondidos, mientras Hoyos vivía.

## Obsesión mórbida
A pesar de los mejores esfuerzos de Tanzler, Hoyos finalmente murió de tuberculosis terminal en el domicilio de sus padres el 28 de octubre de 1931. Siguiendo a esto, Tanzler pagó los gastos funerarios, y, temiendo que las filtraciones de agua dañasen el sepulcro original y su contenido, obtuvo el permiso de la familia Hoyos para la construcción de un mausoleo en el cementerio de Cayo Hueso, el cual él visitaba cada noche. En abril de 1933, Tanzler extrajo en secreto el cuerpo de Hoyos del mausoleo y lo transportó a su casa en una pequeña carretilla de mano. Horrorizado por el estado del cadáver, unió los huesos con alambre y ganchos para ropa y llenó las cuencas vacías con ojos de vidrio. Como la piel del cuerpo se encontraba en un avanzado estado de putrefacción, Tanzler lo reemplazó con tela de seda empapada en yeso de París. Cuando el pelo comenzó a caerse del cráneo por descomposición del cuero cabelludo, ideó el utilizar una peluca que previamente Hoyos había usado y que su madre le había facilitado poco después de su funeral en 1931. Llenó la cavidad abdominal y el pecho con harapos para que mantuviera la forma original y el cuerpo vestido de Hoyos, también con medias, joyas y guantes, fue colocado en la cama del radiólogo. Utilizó copiosas cantidades de perfume, desinfectantes y agentes preservadores de tejidos para enmascarar el olor y retrasar los efectos de la descomposición del cadáver.

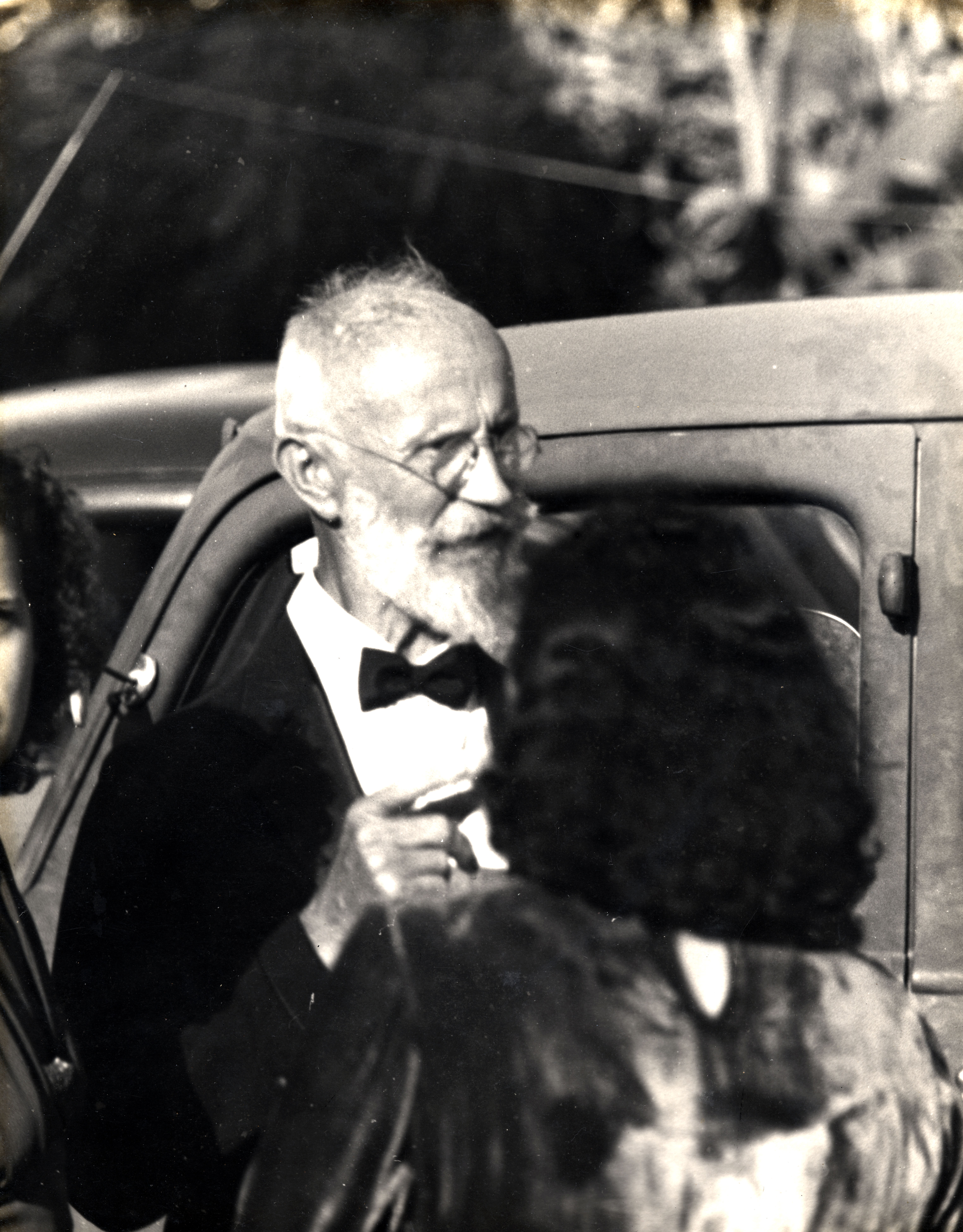
Carl Tanzler en 1940.

En octubre de 1940 la hermana de Elena, Florinda, escuchó rumores de que Tanzler dormía con el cuerpo desenterrado de su hermana y al confrontar a Tanzler en su domicilio, finalmente descubrió que efectivamente el cuerpo de su hermana estaba ahí. Florinda notificó a las autoridades y Tanzler fue detenido. Fue examinado psiquiátricamente y se le encontró mentalmente competente para afrontar un juicio bajo los cargos de «destrucción maliciosa y lasciva de una tumba y extraer el cuerpo sin autorización». Después de una audiencia preliminar verificada en octubre de 1940 en la Corte de Monroe County (en Florida), Tanzler fue presentado para responder a los cargos presentados, pero el caso fue cerrado y Tanzler liberado debido a que los estatutos de limitación (prescripción) del delito habían expirado.

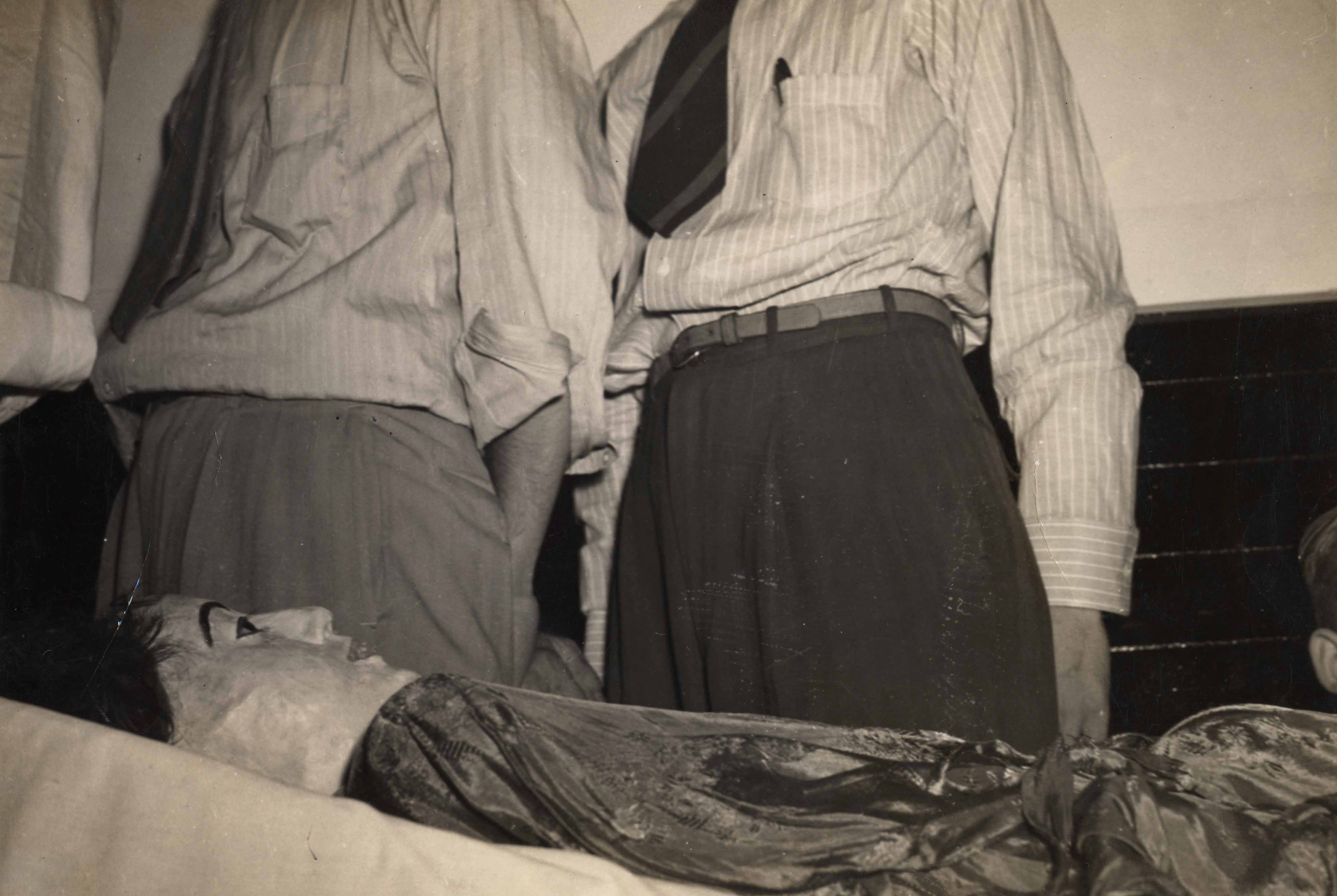
Cuerpo de Elena Hoyos en exhibición en la Funeraria López.

Poco después del descubrimiento del cuerpo de Elena por las autoridades, el cuerpo fue examinado por médicos y patólogos, y fue fotografiado y puesto a la vista pública en la funeraria Dean-López, en donde fue visto por más de 6800 personas. Finalmente el cuerpo de Hoyos fue regresado al cementerio de Cayo Hueso, donde permanece en una sepultura incógnita, en una localización secreta a fin de evitar posteriores profanaciones.
Los hechos y la audiencia preliminar, atrajeron la atención de los medios en aquel tiempo (sobre todo del Key West Citizen y del Miami Herald), y causó sensación entre el público local cuyo humor fue generalmente simpatizante con Tanzler a quien se le veía como un «romántico» excéntrico.
Aunque se piensa que no fue reportado contemporáneamente, investigaciones posteriores (la más notable de autoría de Harrison y Swicegood) han revelado la evidencia de que Tanzler practicaba la necrofilia con el cadáver de Hoyos. Los médicos (el doctor DePoo y el doctor Foraker) quienes practicaron la necropsia de los restos de Elena recordaron que había insertado un tubo de metal  envuelto en seda en la vagina del cadáver y que tenía el fin de permitir el intercambio sexual. Sin embargo otros afirman que no existió evidencia de necrofilia presente en el momento de la audiencia preliminar, y porque las "pruebas" presentadas en 1972 a más de 30 años del caso ya cerrado, y que presumían necrofilia no tenían ningún fundamento. Mientras, no hay fotografías que hubiesen sido tomadas durante la exposición pública y que demostraran la existencia del tubo.

## Vida posterior y muerte
Hacia 1944, Tanzler se mudó a Pasco County (Florida), cerca de Zephyrhills, en donde escribió su autobiografía, la cual apareció en la revista de fantasía y ficción Fantastic Adventures, en 1947. Su casa se encontraba en la proximidad de la casa de su esposa Doris, quien aparentemente le ayudó a vivir sus últimos años de vida. Tanzler recibió la ciudadanía estadounidense en 1950 en Tampa.
Separado de su objeto de obsesión, Tanzler utilizó una máscara mortuoria para recrear una efigie de tamaño natural de Hoyos y vivió con ella hasta su muerte, ocurrida el 3 de julio de 1952. Su cuerpo fue encontrado en el piso de su domicilio tres semanas después de su muerte. Murió bajo el nombre de Carl Tanzler.
Se ha manejado que Tanzler fue encontrado en los brazos de la efigie de Hoyos, pero su obituario informa que murió cerca del tubo que utilizaba para tener relaciones sexuales con el cadáver de Hoyos.
El obituario señala: «Un cilindro de metal en un estante encima de una mesa, envuelto en seda, junto a una imagen de cera».

## Línea del tiempo
- 1877-02-08: Carl Tanzler nace en Dresde (Alemania).
- 1920 (circa): Tanzler se casa con Doris A. en Alemania.
- 1922: nace su hija Ayesha Tanzler.
- 1924: nace su hija Crysta Tanzler.
- 1926-02-06: viaja de Róterdam a La Habana.
- 1926: ingresa a Estados Unidos y se dirige a Zephyrhills (Florida), donde pudo tener una hermana residiendo.
- 1927: comienza su trabajo en el Marine Hospital, en Key West (Florida).
- 1930: censo con Doris Tanzler en Zephyr Hills (Florida).
- 1930: censo con la familia Milagro-Hoyos en Key West (Florida).
- 1931-10: muere María Elena Helen Milagro-Hoyos.
- 1933: Tanzler desentierra el cuerpo de Helen Milagro-Hoyos y lo traslada a su domicilio.
- 1934: muere su hija Crysta, de difteria.
- 1940: la policía arresta a Tanzler por profanación de tumba.
- 1940-10-12: un jurado lo libera bajo fianza.
- 1944: Tanzler emigra a Pasco County (Florida), cerca de Zephyrhills.
- 1950: Tanzler recibe la ciudadanía estadounidense en Tampa.
- 1952-07-23: muere Carl Tanzler.
- 1977-05-11: muere su viuda Doris Tanzler.
- 1998: muere su hija Ayesha Tanzler.

## En la cultura popular
- Bonet de San Pedro podría haberse inspirado en la historia de Carl Tanzler para su canción 'Rascayú'.[8]

- La Canción 'Necro no Hanayome' hecha por el artista KANON69 está basada en el caso de Carl Tanzler
- En la canción "Deathmask divine" del grupo de Death Metal Melódico "The black Dhalia Murder " se toma este caso como inspiración.